# Butyriboletus brunneus
Butyriboletus brunneus är en sopp som beskrevs som en varietet av Boletus speciosus av Charles Horton Peck 1890. Den fördes som egen art till släktet Butyriboletus av David Arora och Jonathan Frank 2014.